# ピンク・レディー フリツケ完全マスターDVD vol.1
『ピンク･レディー　フリツケ完全マスターDVD vol.1』はピンク・レディーの初のDVD BOOK。2004年7月8日に講談社より発売された。DVDの著作・制作は第一興商。

## 解説
ピンク・レディーのシングル「ペッパー警部」から「ウォンテッド (指名手配)」までのフリツケをピンク・レディー本人たちが映像付きで解説しているDVD映像作品。書籍扱いであり、振り付け解説写真やインタビューなどを載せたブックレットも一体になっている。
収録されている各楽曲の「ショーバージョン」はスタジオ収録のステージ映像としても楽しめる作りになっている。
パチンコ・DVD・カラオケ（プロモ盤CDヴァージョンも含め同一バックトラック）コンビニ（おまけでエディットされた振付DVDが付属）と多岐にわたって同時にプロモーションが行われ、一定の成功を納めた。

## DVD収録曲
メニュー画面から各楽曲を選択すると、それぞれ（A）～（G）のサブメニューが用意されている。
1. ペッパー警部
  - （A）スーパーベーシックバージョン　＊正面からのショット
  - （B）ショーバージョン　＊ディレクターズ・カット
  - （C）ミーステップバージョン　＊ミーの足元のショット
  - （D）ケイステップバージョン　＊ケイの足元のショット
  - （E）ミラーバージョン　＊反転映像
  - （F）フリツケレッスン　＊2004年当時のピンク・レディーの二人が、会話しながら実際に動いてフリツケを解説。
  - （G）メイキング　＊BGMがカラオケバージョン
2. S・O・S
  - （A）スーパーベーシックバージョン
  - （B）ショーバージョン
  - （C）ミーステップバージョン
  - （D）ケイステップバージョン
  - （E）ミラーバージョン
  - （F）フリツケレッスン
  - （G）メイキング
3. カルメン'77
  - （A）スーパーベーシックバージョン
  - （B）ショーバージョン
  - （C）ミーステップバージョン
  - （D）ケイステップバージョン
  - （E）ミラーバージョン
  - （F）フリツケレッスン
  - （G）メイキング
4. 渚のシンドバッド
  - （A）スーパーベーシックバージョン
  - （B）ショーバージョン
  - （C）ミーステップバージョン
  - （D）ケイステップバージョン
  - （E）ミラーバージョン
  - （F）フリツケレッスン
  - （G）メイキング
5. ウォンテッド (指名手配)
  - （A）スーパーベーシックバージョン
  - （B）ショーバージョン
  - （C）ミーステップバージョン
  - （D）ケイステップバージョン
  - （E）ミラーバージョン
  - （F）フリツケレッスン
  - （G）メイキング